# Cattedrale di San Pietro (Belfast)
La cattedrale di San Pietro (in inglese: St Peter's Cathedral) è la cattedrale cattolica di Belfast, in Irlanda del Nord, e sede della diocesi di Down e Connor.

## Storia
La cattedrale era originariamente una chiesa parrocchiale. È stata progettata da don Jeremiah Ryan McAulay in stile neogotico e costruita su un sito donato da un panettiere locale, Bernard Hughes. I lavori hanno avuto inizio nel 1860 e la chiesa è stata aperta ufficialmente il 14 ottobre 1866.
Fino alla Riforma la cattedrale della diocesi di Down e Connor era a Downpatrick. Non essendo più disponibile, la chiesa di San Pietro è stata elevata a procattedrale fino al 29 giugno 1986, quando è divenuta cattedrale della diocesi.